# Leopold Anger st.
Leopold Anger (7. května 1837 Lipany – 29. září 1915 Hořensko) byl český lesník, autor arboreta Bukovina, které založil v roce 1860.

## Život
Narodil se v Lipanech. Po studiu reálky navštěvoval ve školním roce 1855/1856 přednášky lesníka Christopha Liebicha (1783–1874) na pražské polytechnice. Následně působil jako lesník na velkostatcích Zbraslav a Sychrov. Od roku 1858 pak na velkostatku Hrubá Skála. Zprvu jako lesnický adjunkt. Od roku 1868 jako nadlesní. Dále pak přes pozici přednosty lesní správy, lesmistra (1895) dosáhl pozici ředitele panství.
V roce 1860, spolu s majitelem hruboskalského panství Janem Bedřichem Lexou z Aehrenthalu (1817–1898), založil arboretum Bukovina. Je uváděn i jako autor "Krasolesa" u zámku Hrubá Skála a dvou parků s exotickými stromy v Doksanech. Jeho syn Leopold Anger (mladší) byl také lesník. Zemřel v Hořensku v roce 1915.